# カール・シュッケ・ベルリン・オルガン製作所
カール・シュッケ・ベルリン・オルガン製作所 (独: Karl Schuke Berliner Orgelbauwerkstatt) は、オルガン製造を手がけるドイツの有限会社である。本社はベルリンに所在する。日本ではカール・シュッケ社、シュッケ社などとも呼ばれる。1950年創業。
オルガン技師アレクサンダー・シュッケがポツダムで営んでいたアレクサンダー・シュッケ・ポツダム・オルガン製作所 (Alexander Schuke Potsdam Orgelbau) から独立する形で、息子であるカール・シュッケが1950年にベルリンでオルガン製作所を創業した。
カール・シュッケ社の設立以前は、シュッケ家の二人の兄弟は共に父のオルガン製作所の下で就業していたが、1933年の父の死を受けて、カールは弟のハンス＝ヨアヒム・シュッケと共同して父の会社を引き継いだ。のちに兄カールが独立し、弟は父の会社を継ぐこととなった。

## 著名な作品
現在、カール・シュッケ社製のオルガンは、米国、アイスランド、イスラエル、イタリア、オーストラリア、オーストリア、韓国、日本、ポーランド、ノルウェー、リトアニア、ロシアなど、世界中で演奏されている。かつては、カールの父アレクサンダーが死去するまで、カール・シュッケはしばらくの間、製品を棚卸しする作業や破損した楽器を修理して、再び組立てる作業を手がけていた。
下表の第6列目の鍵盤の項目では、鍵盤の段 (マニュアル) 数をローマ数字で示し、独立ペダル仕様のものを大文字のPで、付属ペダル仕様のものを小文字のpで併記した。
| 製作年    | Op. | 所在地                             | 建物                                                   | 画像 | 鍵盤段数 | ストップ数 | 備考 |
| --------- | --- | ---------------------------------- | ------------------------------------------------------ | ---- | -------- | ---------- | --- |
| 1955–1959 | 70  | ミュールハイム・アン・デア・ルール | ペトリ教会                                             |      | IV/P     | 59         | |
| 1960      | 90  | グレートジール                     | グレートジール教会                                     |      | I/p      | 6          | |
| 1960      | 94  | ベルリン                           | パウルス教会                                           |      | III/P    | 34         | |
| 1961      | 109 | ドレスデン                         | ドライケーニヒス教会 (三王教会)                        |      | III/P    | 48         | |
| 1962      | 114 | ブラウンシュヴァイガー             | ブラウンシュヴァイガー大聖堂                           |      | IV/P     | 55         | |
| 1958–1962 | 119 | ベルリン                           | カイザー・ヴィルヘルム記念教会                         |      | IV/P     | 62         | |
| 1965      | 184 | ベルリン                           | ベルリン・フィルハーモニー                             |      | IV/P     | 72         | 1992年に一度改修されている。また、2008年の火災の際は直接の損傷を免れたが、修復を受けた。2011年には演奏台が移された。         |
| 1968      | 230 | ベルリン                           | シャルロッテンブルク宮殿エオサンダーカペレ             |      | II/P     | 26         | |
| 1973      | 290 | 東京都渋谷区神南                   | NHKホール                                              |      | V/P      | 92         | 当時国内最大級の楽器で、その演奏の模様が放送されるなどして、パイプオルガンが日本で広く認知されることとなった。               |
| 1977      | 324 | 東京都目黒区駒場                   | 東京大学教養学部900番教室                              |      | II/P     | 12         | 同学にはオルガン委員会やオルガン同好会が存在する。また、国立大学でパイプオルガンを所有しているのは他に北海道大学のみである。 |
| 1981      | 357 | フランクフルト・アム・マイン       | 旧オペラ座                                             |      | III/P    | 60         | |
| 1984      | 397 | 川崎市高津区                       | 洗足学園音楽大学前田ホール                             |      | III/P    | 41         | |
| 1986      | 408 | ヴュルツブルク                     | ユリウス・マクシミリアン大学ヴュルツブルクノイバウ教会 |      | IV/P     | 64         | |
| 1987      | 425 | 大阪市住之江区                     | 相愛大学南港講堂                                       |      | III/P    | 47         | |
| 1990      | 457 | 青森県弘前市                       | 東奥義塾高等学校                                       |      | II/P     | 26         | |
| 1992      | 471 | 愛知県名古屋市東区                 | 愛知県芸術劇場コンサートホール                         |      | V/P      | 93         | |
| 1999      | 518 | ビーレフェルト                     | ベーテル施設の教会                                     |      | III/P    | 45         | |
| 2000      | 523 | ビルバオ                           | エスカルドゥナ宮殿コンサートホール&コングレスセンター  |      | IV/P     | 71         | |
| 2001      | 527 | 石川県金沢市                       | 石川県立音楽堂コンサートホール                         |      | IV/P     | 69         | |
| 2002      | 537 | クラクフ                           | クラクフ音楽アカデミー                                 |      | III/P    | 26         | |
| 2004      | 544 | 福井県福井市                       | ハーモニーホールふくい大ホール                         |      | IV/P     | 70         | |
| 2002      | 550 | ルクセンブルク市                   | フィルハーモニー・ルクセンブルクコンツェルトザール     |      | IV/P     | 82         | |
| 2010      |     | シュレースヴィヒ                   | シュレースヴィヒ大聖堂                                 |      | IV/P     | 64         | |